# زامبی ۲
زامبی ۲ (Zombi 2) فیلمی در ژانر ترسناک به کارگردانی لوچو فولچی است که در سال ۱۹۷۹ منتشر شد. این فیلم طبق فیلم‌نامه اوریجینال داردانو ساکتی ساخته شد تا دنباله‌ای بر فیلم طلوع مردگان ساخته جرج اندرو رومرو باشد که در ایتالیا با نام زامبی توزیع شد.